# Sōhei
Sōhei (japonês: 僧兵, "monges soldados", "monges guerreiros") eram monges guerreiros budistas do Japão medieval e feudal. Em certos momentos da história, eles detiveram poder considerável, obrigando os governos imperial e militar a colaborar.. Em determinados momentos, conseguiram um poder considerável dentro do Japão, chegando a ter uma grande influência no governo imperial. Eram similares aos Yamabushi, ascéticos da montanha, mas, ao contrário dos solitários yamabushi, eram normalmente organizados em grandes exércitos. A proeminência do sōhei aumentou em paralelo com a ascensão da influência da escola Tendai entre os séculos X e XVII. Os guerreiros protegeram terras e intimidaram escolas rivais de budismo, tornando-se um fator significativo na disseminação do budismo e no desenvolvimento de diferentes escolas durante o período Kamakura.

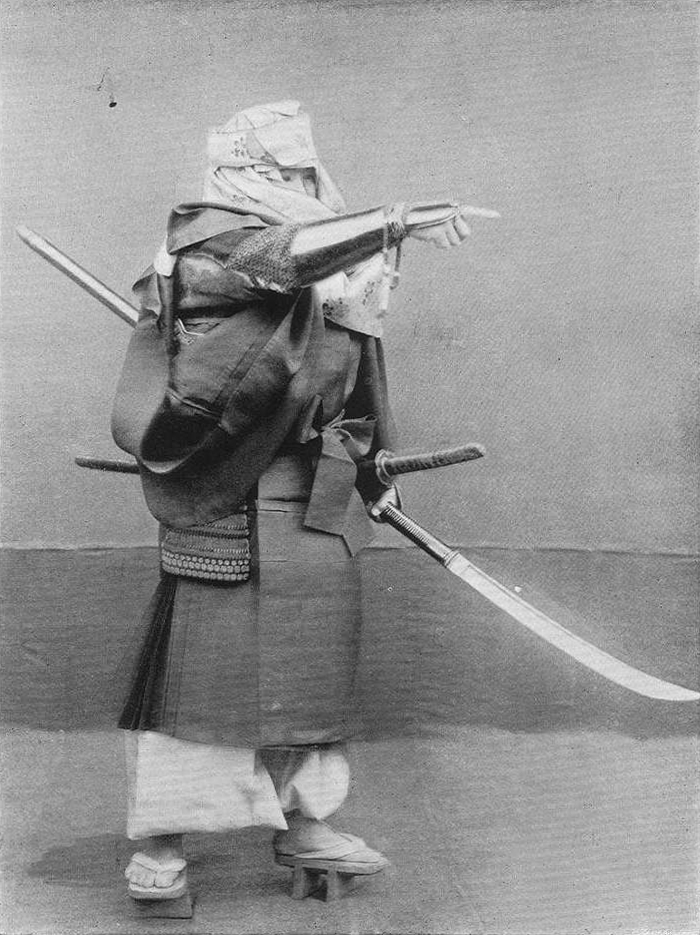
Guerreiro Sōhei do Período Kamakura, Roupas Militares do Japão Antigo (1895)

O sōhei tinha muitas semelhanças com os leigos religiosos europeus, membros de uma ordem monástica que podem não ter sido ordenados. Muito parecido com a Ordem Teutônica, os monges guerreiros da Alemanha e as ordens cruzadas, sōhei não operava como indivíduos, ou mesmo como membros de pequenos templos individuais, mas sim como guerreiros em uma grande irmandade estendida ou ordem monástica. O templo doméstico de uma ordem monástica sōhei poderia ter vários, senão dezenas ou cem, mosteiros menores, salas de treinamento e templos subordinados conectados a ele.
Um famoso monastério sohei é o Enryaku-ji, no Monte Hiei, localizado na parte externa de Quioto, enquanto o templo Kofuku-ji na cidade de Nara também organizou um grande exército sōhei  O sohei compartilha muitas similaridades com seus equivalentes ocidentais, os membros das ordens militares. Eram muito semelhantes aos monges guerreiros da Alemanha (Cavaleiros Teutónicos) ou de outras ordens religiosas, tais como aqueles envolvidos nas Cruzadas. Não existia um templo principal para a ordem Sohei; existiam diversos monastérios menores e templos subordinados, que serviam para o treinamento dos guerreiros.
Eles surgiram no início da Idade Média, quando as diferentes seitas do Budismo acabaram se colocando em armas umas contra as outras. Eles eram uma grande força política no Japão, aterrorizantes não apenas por causa de suas proezas na guerra, mas também porque carregavam uma imensa autoridade espiritual, trazendo maldições sobre qualquer um que os desagradasse. Sua eficácia geral pode ser resumida nas palavras do imperador do século 12 Go Shirakawa-In: 'Há três coisas que estão além do meu controle: as corredeiras do rio Kamo, os dados no jogo e os monges da montanha.
O equipamento do sohei pouco diferia daquele usado pelo samurai. Eles usavam o quimono usual e calças largas. Suas vestes eram geralmente brancas ou açafrão.Eles usaram armadura de samurai tradicional - o do, de construção de ferro lamelar, com longas 'saias' protegendo a parte superior das pernas. Normalmente, uma jaqueta escura seria usada sobre a armadura. Os monges eram imediatamente reconhecíveis porque usavam uma cabeça branca sobre a cabeça raspada, enrolada até que apenas os olhos estivessem expostos. Alguns, mas não todos, usavam capacetes. A arma mais popular no arsenal do monge guerreiro era a naginata, uma arma de lança que eles manejavam com grande proficiência. Eles também carregavam katana (espadas) e tanto (adagas) enfiadas no cinto. Muitos sohei eram arqueiros experientes.
As características distintivas incluíam os cortes de cabelo, a maioria dos monges usava rosários de madeira em volta do pescoço. Muitos monges guerreiros usavam geta (sandálias de madeira), embora isso não fosse prático em uma luta, então se eles as usavam na batalha é discutível. Quando em campanha, sohei carregava um mikoshi (santuário portátil) com eles. Isso por si só era assustador para seus inimigos, pois praticar violência na presença de tal item sagrado era blasfêmia ao extremo.
Os monges guerreiros eram leais ao seu templo. Algumas das mais famosas (ou notórias) foram as seitas de Negoroji, Nara, Miidera e Monte Hiei. A maior parte das lutas internas entre seitas rivais não era de natureza secular: quase toda a violência tinha suas raízes na política. Nisso, as guerras dos sohei diferiam notavelmente das lutas religiosas da Europa medieval. O apoio do sohei poderia significar a diferença entre a vitória ou a derrota em um conflito. Muitos senhores da guerra samurai os odiavam, marcando-os como akuso (monges do mal), enquanto outros tentavam obter favores deles.

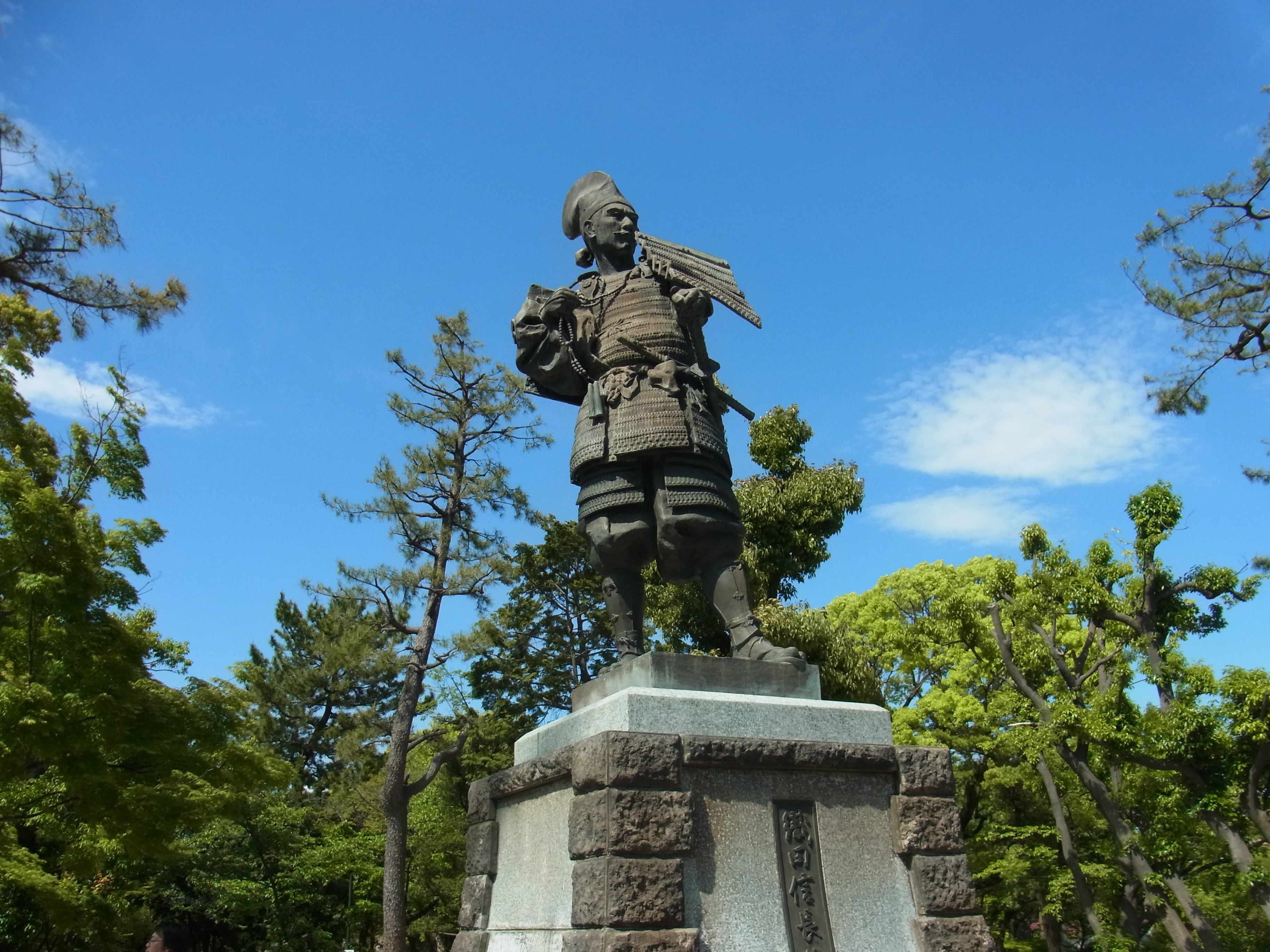
Estátua de Oda Nobunaga, no Parque Kiyosu, Japão

Oda Nobunaga, um dos grandes generais que colocaram o Japão no caminho da unificação, tinha motivos especiais para odiá-los. Os monges do Monte Hiei se tornaram aliados das famílias Asai e Asakura, alguns dos maiores rivais de Nobunaga. Nobunaga os derrotou na batalha em 1570, mas eles contra-atacaram no final daquele ano. Derrotados pelo general de Nobunaga, Toyetomi Hodeyoshi, eles fugiram para as montanhas e foram salvos pelo sohei do Monte Hiei. Cansado de sua interferência, Nobunaga lançou uma campanha contra os monges em setembro de 1571, destruindo completamente o complexo do templo do Monte Hiei e massacrando cada homem, mulher e criança - ao todo, mais de vinte mil pessoas. Nobunaga detestou os sohei e montou uma série de campanhas contra eles, todas resultando em massacres pesados. À medida que o Japão gradualmente foi ficando sob uma única influência unificadora - primeiro Nobunaga, depois seu sucessor Hideyoshi e, finalmente, Tokugawa Ieyasu - os últimos centros de autoridade sohei independentes foram postos em prática. Os dias dos monges guerreiros acabaram.
A origem dos Sohei remete a idade média, mais especificamente durante a crise budista; crise na qual ocorre uma separação ideologia do budismo tradicional dando origem a vários grupos religiosos ramificados do mesmo, o grupo mais influente no Japão dentre as ramificações é o dos Sohei. Tendo em alguns momentos um papel de importância política, militar e ainda religioso, sendo um grupo com muito poder normalmente era alvo de ataques, os ataques tinham a intenção de retirar poder do grupo religioso e coloca-lo em segundo plano, um exemplo disso é o ataque que Oda Nobunaga.

## Fundação e Templos
Os monges guerreiros apareceram pela primeira vez durante o período Heian,  quando amargas rixas políticas começaram entre diferentes templos, diferentes subseitas do budismo, por causa de nomeações imperiais para as posições de topo do templo (abade ou zasu). Grande parte das lutas ao longo dos próximos quatro séculos foi sobre esses tipos de feudos políticos e centrou-se em torno dos templos de Kyoto, Nara e Ōmi, ou seja, o Tōdai-ji , Kōfuku-ji, Enryaku-ji e Mii-dera, o quatro maiores templos do país.
O primeiro conflito armado estourou em 949, quando 56 monges de Tōdai-ji protestaram na residência de um oficial de Kyoto, por causa de uma nomeação que os desagradou. Protestos desse tipo continuaram ao longo do século 10, freqüentemente explodindo em brigas nas quais alguns participantes eram mortos. Em 970, após uma disputa entre Enryaku-ji e o Santuário Yasaka de Kyoto, o primeiro estabeleceu o primeiro exército permanente de monges guerreiros. Não está totalmente claro se este exército permanente consistia de monges de Enryaku-ji ou se parecia mais com um exército mercenário, uma vez que Ryōgen, o abade que estabeleceu este exército, também estabeleceu um código de conduta monástica que impedia os monges de deixar o Monte Hiei durante seu treinamento de 12 anos, de cobrir o rosto e de portar armas.
A partir de 981, houve uma série de conflitos armados entre Enryaku-ji e Mii-dera, cada um sendo o templo principal de uma subseita diferente de Tendai. Essas disputas eram, como antes, sobre nomeações políticas e etiqueta desonrosa. Na maioria das vezes, esses eram casos de membros de uma facção sendo escolhidos como abade do templo da outra facção, e os monges protestavam. Isso continuou, intermitentemente, uma vez que parou por até 40 anos, durante o século XI e no século XII. Os exércitos tornaram-se maiores e a violência aumentou, até que em 1121 e 1141 Mii-dera foi totalmente queimado pelos monges de Enryaku-ji. Outros templos também se envolveram nos conflitos, e Enryaku-ji e Mii-dera se uniram contra Kōfuku-ji e, em outra ocasião, contra Kiyomizu-dera.

## Guerra Genpei
No final do século 12, o Japão mergulhou na Guerra de Genpei e, embora as rixas entre os templos não tenham terminado, eles foram subsumidos por eventos maiores. Os guerreiros clãs Minamoto e Taira tentaram obter a ajuda dos monges guerreiros de Nara e Kyoto, acrescentando as forças dos templos aos já poderosos exércitos de samurais dos clãs.
Taira no Kiyomori enviou presentes generosos de arroz e seda para Enryakuji, garantindo que eles não ajudassem seus inimigos, os Minamoto, que se aliaram aos monges de Mii-dera. Na Batalha de Uji em 1180, uma das batalhas mais famosas em que sōhei participou, os monges de Mii-dera, junto com uma força de samurai Minamoto, tentaram defender a ponte sobre o rio Uji e o Byōdō-in, um templo atrás dele, de uma força de ataque Taira. Os monges puxaram as pranchas da ponte para impedir a travessia do samurai montado a cavalo. Os monges guerreiros mantiveram sua posição com arco e flecha, naginata, espada e adaga, mas foram finalmente derrotados. Após sua vitória, Taira no Kiyomori ordenou que a vingança fosse tomada contra os monges que se opunham a ele. Mii-dera foi totalmente queimado mais uma vez, assim como muitos dos templos de Nara. Apenas o Enryaku-ji escapou ileso. Três anos depois, quando Minamoto no Yoshinaka traiu seu clã invadindo Kyoto, incendiando o Palácio Hōjōji e sequestrando o imperador Go-Shirakawa , ele enfrentou a oposição de muitos monges de Kyoto, incluindo os do Monte Hiei.

## Séculos XIII e XIV e a Ascensão do Zen
Após a Guerra de Genpei, os mosteiros, em grande medida, voltaram sua atenção para a reconstrução, primeiro fisicamente e depois politicamente. Sua influência política ficou mais forte por meios pacíficos, e os monges guerreiros desempenharam papéis muito menores nas guerras dos séculos XIII e XIV. Conflitos violentos entre os templos ainda ocorriam de vez em quando, mais uma vez sobre nomeações políticas e espirituais e assuntos relacionados.
Durante as guerras do período Nanboku-chō, o Monte Hiei acolheu o imperador rebelde Go-Daigo e ofereceu-lhe um santuário. O imperador Go-Daigo, junto com seu filho e com a ajuda do sōhei do Monte Hiei, lançou uma breve rebelião contra o xogunato Kamakura. O xogunato Ashikaga assumiu o poder logo depois e apoiou o Zen sobre as outras seitas budistas, atraindo a ira dos monges guerreiros. Ao longo das décadas de 1340–1360, vários conflitos eclodiram entre os templos da seita Tendai e os do Zen, especialmente Nanzen-ji .

## Sengoku-jidai e a ascensão dos Ikkō-Ikki
A Guerra Ōnin , iniciada em 1467, foi o prelúdio de mais de um século de guerra civil no Japão e o estímulo para uma reorganização dos monges guerreiros. Ao contrário da Guerra Jōkyū e das invasões mongóis do século XIII, a Guerra Ōnin foi travada principalmente em Kyoto e, portanto, os monges guerreiros não podiam mais permanecer não-violentos e neutros.
Além disso, uma nova raça de monges guerreiros estava se formando no campo. Onde os monges do Monte Hiei haviam subscrito os ensinamentos da seita Tendai, esses novos grupos, chamando-se Ikkō-ikki, seguiram os ditames da seita de crenças Jōdo Shinshū. Eles eram essencialmente coalizões de padres religiosos fundamentalistas, fazendeiros e famílias, que estavam dispostos a lutar literalmente por suas crenças. Ikkō-ikki se traduz em algo como "liga devotada", mas também tinha a conotação de "motins obstinados". Em 1488, seu líder Rennyo, incitou uma revolta contra o governo samurai e garantiu a província de Kaga para os Ikkō-ikki. De lá eles se espalharam, estabelecendo-se em Nagashima, Ishiyama Hongan-ji e província de Mikawa. Sua crescente base de poder acabou atraindo a atenção de senhores da guerra como Oda Nobunaga e Tokugawa Ieyasu, que reconheceram sua oposição ao governo samurai, sua determinação, sua força e seu número.
Tokugawa Ieyasu atacou Ikkō-ikki de Mikawa em 1564, na Batalha de Azukizaka, e não conseguiu derrotar Ikkō-ikki, mas retornou logo depois com um contingente de monges guerreiros de sua própria seita religiosa, Jōdo-shū, e, depois derrotar os adeptos Ikkō na batalha, queimou todos os seus templos. Quando Oda Nobunaga subiu ao poder no final da década de 1560, os monges de Enryaku-ji recuperaram seu poderio militar e travaram várias escaramuças nas ruas de Kyoto contra uma nova seita rival, o Budismo Nichiren. Eles eventualmente queimaram todos os templos Nichiren de Kyoto, e então buscaram aliados entre os senhores locais (daimyō). Infelizmente para eles, o Azai e Os clãs Asakura com os quais eles se aliaram eram inimigos de Oda Nobunaga. A partir de 29 de setembro de 1571, o exército de 30.000 pessoas de Nobunaga liderou o Cerco do Monte Hiei, destruindo Enryaku-ji e massacrando milhares. Embora tenha sido reconstruído, o exército permanente de monges guerreiros nunca seria reconstituído após essa devastação.
Nobunaga então passou a lutar contra os Ikkō-ikki em suas fortalezas de Nagashima e Ishiyama Hongan-ji (veja Cerco de Nagashima, Guerra de Ishiyama Hongan-ji). No verão de 1574, com a ajuda do ex-pirata Kuki Yoshitaka , Nobunaga basicamente bloqueou as fortalezas Ikkō e as submeteu à fome. Os 20.000 habitantes da fortaleza pegaram fogo junto com suas casas. Dois anos depois, Nobunaga retornou ao Ishiyama Hongan-ji, que ele havia deixado de pegar antes. Nas duas batalhas de Kizugawaguchi, Nobunaga derrotou seus inimigos, o clã Mōri, que tinha controle naval sobre a área. Os Ikkō foram finalmente forçados a se render em 1580. Nas décadas de 1580 e 1590, várias facções de monges guerreiros ficaram do lado de Tokugawa Ieyasu ou de seu rival Toyotomi Hideyoshi, lutando em uma série de batalhas e escaramuças. Quando Tokugawa Ieyasu finalmente derrotou o último de seus inimigos e assumiu o controle do país em 1603, o tempo dos monges guerreiros finalmente chegou ao fim.